# 秋山燿平
秋山 燿平（あきやま ようへい、1992年〈平成4年〉5月6日 - ）は、日本の多言語話者、インフルエンサー、YouTuber。兵庫県出身。

## 来歴
東京大学薬学部卒業。2017年9月、東京大学大学院を中退。2018年よりIT企業に勤務する。
21歳の頃より真剣に複数言語の習得し始め、独学で10か国語を習得しており、そのうちの4か国語はビジネスレベルに到達しているという。また、海外在住経験および留学経験をせずに言語を習得したという。
2014年よりYouTubeにて自身のチャンネルを開設し、動画投稿を始める。その一方で中国のネットでの活動も始める。2017年10月より微博にアカウントを開設し、約1年間でフォロワー数が30万人に達成する。2018年にはbilibiliにアカウントを開設し、中国向けの動画投稿を始める。2019年にはbilibiliのフォロワー数が10万人を突破する。動画投稿としては中華圏におけるインフルエンサーとして活動しており、言語学習と日本語教育に関する動画を投稿している。

## 人物
話せる言語は英語（TOEIC950点、ビジネスレベル）、中国語（HSK6級、ビジネスレベル）、スペイン語（DELE B2、ビジネスレベル）、フランス語（フランス語検定2級、ビジネスレベル）、イタリア語（日常会話レベル）、韓国語（日常会話レベル）、ポルトガル語（日常会話レベル）、アラビア語（日常会話レベル）、インドネシア語（日常会話レベル）。
『さんまの東大方程式』（フジテレビ系）に数回出演したことがあり、「10ヶ国語を操る超マルチリンガル」として驚異的語学力が話題であることが紹介された。

## 受賞歴
- 2018年、微博の日中友好教育賞を受賞[9]。
- 2019年、微博星耀盛典の教育達人を受賞[10]。

## 著書
- 『純ジャパの僕が10カ国語を話せた世界一シンプルな外国語勉強法』ダイヤモンド社、2018年3月。ISBN 978-4-478-10488-0。
- 『集まる！刺さる！　SNSでウケる中国語』明日香出版社、2019年9月。ISBN 978-4-7569-2050-8。